# Sam Carter
Samuel "Sam" Harrison Carter (nascido em 6 de agosto de 1991) é um atleta paralímpico australiano que, em 2016, defendeu as cores da Austrália disputando os Jogos Paralímpicos do Rio de Janeiro no atletismo, onde terminou em sexto lugar nos 100 metros masculino T54 e ficou em décimo quinto nos 400 metros da categoria T54.